# Virgil Finlay
Virgil Warden Finlay (Rochester, 23 luglio 1914 – 18 gennaio 1971) è stato un disegnatore statunitense.
Benché avesse utilizzato una grande varietà di tecniche artistiche, dal guazzo alla pittura a olio, Finlay divenne famoso per l'uso delle penne con inchiostri, con abbondanti tecniche di punteggiatura, tratteggio incrociato e scratchboard.

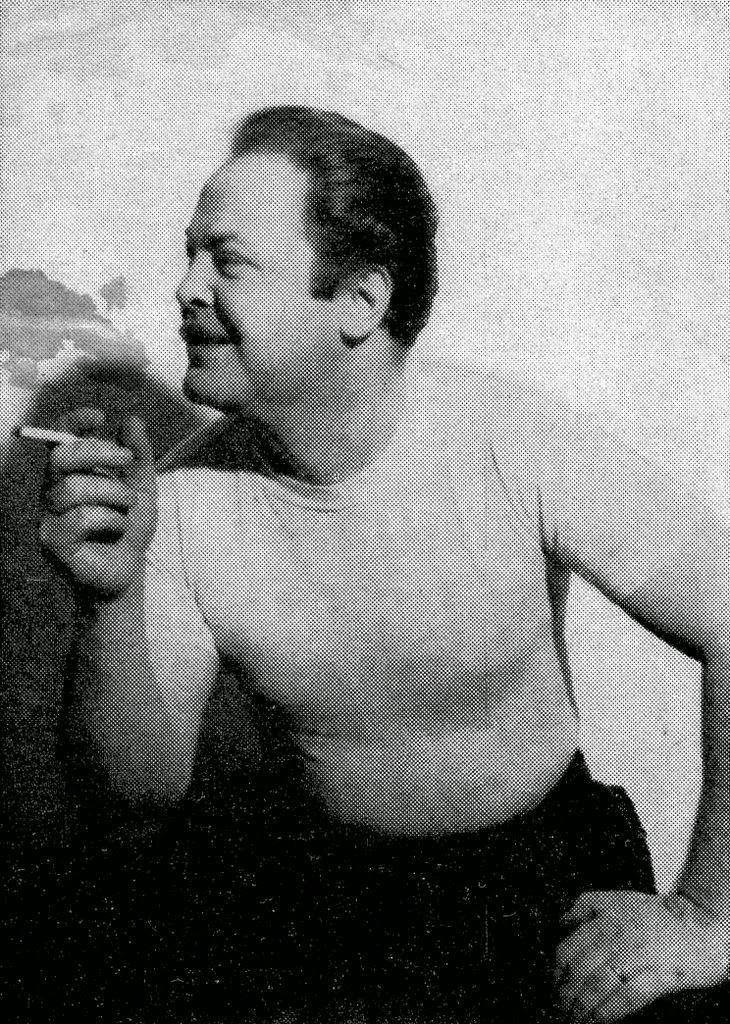
Virgil Finlay, 1952

## Biografia
Virgil Warden Finlay, noto semplicemente come Virgil Finlay, è nato e cresciuto a Rochester, New York; suo padre, il falegname Warden Hugh Finlay, morì all'età di 40 anni nel pieno della Grande depressione, lasciando la sua famiglia - la vedova Ruth e due bambini, Jean e Virgil - in una situazione di miseria. Sin dagli anni di scuola superiore, Virgil Finlay era attivo nell'esercizio della sua passione per l'arte e la poesia, scoprendo quelli che sarebbero divenuti i suoi soggetti prediletti grazie ai pulp magazine dell'epoca: la fantascienza in Amazing Stories (1927), il fantasy e l'horror in Weird Tales (1928). Iniziò a esporre a 16 anni e a 21 anni era abbastanza fiducioso della sua arte da spingersi a inviare sei pezzi, senza che gli fossero stati commissionati, all'editore Farnsworth Wright di Weird Tales, il quale stabilì che un lavoro così dettagliato si sarebbe trasferito ottimamente anche sulla carta di poca qualità tipica della rivista.
Wright iniziò a comprare i lavori di Finlay, che debuttò illustrando tre diverse storie nel numero di dicembre del 1953, per apparire in un totale di 62 numeri, sino all'ultimo, nel settembre 1954. Per la stessa rivista creò inoltre 19 copertine a colori, da febbraio del 1937 al marzo del 1953.
Nel 1953 vinse il Premio Hugo come miglior illustratore. Nel 1996 fu inoltre premiato come migliore artista del 1945, a distanza di 50 anni, nei Retro Hugo.
Dopo il suo debutto, Finlay arrivò rapidamente ad altre pubblicazioni. Nel 1938 iniziò a lavorare per A. Merritt al The American Weekly, spostandosi da Rochester a New York. In seguito, il 16 novembre 1938, sposò Beverly Stiles, conosciuta durante l'infanzia. Adattarsi al nuovo lavoro non fu facile; fu infatti licenziato e riassunto diverse volte. Tuttavia, durante il suo periodo nello staff della rivista, dal 1938 al 1943, e successivamente come freelance, dal 1946 al 1943, Finlay stimò di aver prodotto per la rivista ben 845 differenti illustrazioni, di diverse misure.
Durante la seconda guerra mondiale Finlay fu arruolato nell'Esercito statunitense, producendo poster e illustrazioni propagandistiche durante i tre anni di servizio militare. Ritornò in seguito alla sua carriera artistica, producendo un considerabile numero di opere per riviste e libri di fantascienza. Poiché durante gli anni cinquanta il mercato delle riviste pulp andò diminuendo, Finlay si rivolse alle riviste di astrologia, intraprendendo una nuova strada per la sua arte.
Durante la sua vita adulta, Finlay si dedicò inoltre alla poesia, nonostante nessuna delle sue opere sia stata pubblicata mentre era in vita.
Nel 1969 Finlay dovette sottoporsi a importanti interventi di chirurgia a causa di un cancro. Si ristabilì abbastanza da poter tornare al lavoro per un breve periodo di tempo, ma il cancro tornò e Finlay morì nel 1971, all'età di 56 anni. Al contrario, di lì a poco, l'interesse per i suoi lavori sarebbe rinato. Dalla morte dell'autore, sia Donald M. Grant sia Gerry de la Ree hanno pubblicato una serie di collezioni dei lavori di Finley. Le di poco successive generazioni di amanti del genere fantasy hanno potuto conoscere i lavori dell'artista grazie alle ristampe presenti nella rivista Castle of Frankenstein.
Roads, un romanzo fantasy di Seabury Quinn, inizialmente pubblicato nel gennaio del 1938 su Weird Tales con copertina e illustrazioni di Finlay, è stato ripubblicato nel 1948 in edizione limitata dalla Arkham House.

## Critica
Negli anni in cui ha lavorato per il Weird Tales, Finlay si ritrovò ad illustrare le opere di celebri scrittori, tra i quali Howard Phillips Lovecraft. In una lettera indirizzata a Catherine L. Moore, dell'Ottobre 1936, l'autore di Providence scriverà di lui: 
“I've recently come into touch with Finlay, & find him a most unusual & brilliant character. He's only 22, & a resident of his native city of Rochester, N.Y. He is a poet of no mean attainments as well as an artist—though of course pictorial art is his primary medium. In future years I feel certain that he will become an artist of distinction, so that the WT (ndr. Weird Tales) group will fee very proud of having known him in his youth.... All of Finlay's WT work is good—especially the designs for your Lost Paradise & Bloch's Faceless God. Bloch (ndr. Robert Bloch) tells me that Wright considers the latter the finest illustration ever drawn for WT, & that the original hangs framed in the office.”
“Sono recentemente venuto in contatto con Finlay, e lo trovo un personaggio inusuale e brillante. Ha solo 22 anni ed è residente nella sua nativa città di Rochester, N.Y. È un poeta di non piccole conquiste, così come un artista - sebbene l'arte pittorica sia il suo mezzo principale. Sono certo che negli anni futuri diventerà un artista distinto, tanto che il gruppo di WT si sentirà molto fiero di averlo conosciuto nella sua giovinezza.... Tutti i lavori di Finlay per il WT sono buoni - specialmente i disegni per il tuo Lost Paradise e per Faceless God di Bloch. Bloch mi dice che Wright considera le ultime come le più belle illustrazioni mai disegnate per il WT, e che gli originali sono appesi incorniciati nell'ufficio.”
A James F. Morton, nel marzo 1937, scriverà invece:
“I liked the Finlay illustrations to my two tales—indeed, I believe Finlay is the best all-around artist Weird Tales has ever had. His drawing for the Doorstep (ndr. The Thing on the Doorstep) was really an imaginative masterpiece. Wright has generously presented me with the originals of both Haunter (ndr. The Haunter of the Dark) and Doorstep pictures—and they far transcend the mechanical reproductions.”
“Mi piacciono le illustrazioni di Finlay per le mie due storie - infatti, io credo che Finlay sia il miglior artista che il WT abbia mai avuto. Il suo disegno per Doorstep era realmente un capolavoro di immaginazione. Wright ha generosamente mostratomi le tavole originali sia di the Haunter che di Doorstep - e vanno ben oltre la meccanica riproduzione.”

## Raccolte
- Virgil Finlay (Donald M. Grant, 1971)
- An Astrology Sketch Book (Donald M. Grant, 1975) introduzioni di Beverly C. Finlay e Robert Prestopino
- Finlay's Femmes (1976) – portfolio di disegni
- Finlay's Illustrations for Weird Tales (Showcase Art Productions, 1976) – portfolio didisegni
- Women of the Ages (Underwood-Miller, 1992)
- Strange Science (Underwood-Miller, 1993)
- Phantasms (Underwood-Miller, 1993)
- Virgil Finlay's Far Beyond (Charles F. Miller, 1994)

### Libri pubblicati da Gerry de la Ree
- Finlay's Lost Drawings: For Shakespeare's Midsummer Night's Dream (1975) with Gerry de la Ree
- The Book of Virgil Finlay (1976)
- Second Book of Virgil Finlay (1978)
- The Third Book of Virgil Finlay (1979)
- The Fourth Book of Virgil Finlay (1979)
- The Fifth Book of Virgil Finlay (1979)
- The Sixth Book of Virgil Finlay: The Astrology Years (1980)
- The Seventh Book of Virgil Finlay – Virgil Finlay Remembered (1981)